# 昂班
昂班缅甸掸邦格劳县格劳镇区下辖的一个镇。2014年人口约为50,000人。该镇为格劳镇区最大的一个镇，也是缅甸商务部于2016年在全国新设立的9个贸易中心之一。